# Artiguedieu
Artiguedieu est une ancienne commune du Gers. Le 1er janvier 1973, elle devient une commune associée de Seissan,.

## Géographie

### Localisation
Artiguedieu se situe en Gascogne, en Astarac, au sein de la commune de Seissan, à l'ouest de cette dernière.

### Communes limitrophes
| Labéjan   | Durban               |         |
|           | Artiguedieu          | Ornézan |
| Loubersan | Clermont-Pouyguillès | Seissan |

### Géologie et relief
Artiguedieu est traversée par deux vallées orientées du sud vers le nord. Aux plaines alluviales qui les entourent succèdent en montant sur les coteaux des strates de calcaires et de marnes.
Le versant est de la vallée du Sousson est recouvert par la forêt domaniale d'Artiguedieu.

### Hydrographie
Le Sousson à l'ouest et le Cédon à l'est marquent les limites communales.

### Voies de communication et transports
Artiguedieu est desservie par la D285, qui mène de Seissan vers Le Garrané.

## Toponymie
Le vocable prélatin artica a donné le gascon artiga, terme qui désigne une terre défrichée pour la rendre cultivable. Le dieu accolé à ce mot peut laisser penser que l'endroit était sous la dépendance d'une communauté religieuse.
Lors de la Révolution, Artiguedieu a été temporairement renommée Plaisance-de-Liberté.
La commune est aussi mentionnée sous les noms de Artignedieu (1793) et Artigne-Dieu (1801).

## Histoire
Artiguedieu faisait partie du canton de Mirande. En 1822, la commune du Garrané est fusionnée au sein d'Artiguedieu. Le 1er janvier 1973, Artiguedieu fut fusionnée au sein de la commune de Seissan, sous le régime de la fusion-association. La commune fut ainsi transférée à l'arrondissement d'Auch et au canton d'Auch-Sud. En 1973, elle passa au canton d'Auch-Sud-Est,. En 2014, Artiguedieu est transférée au canton d'Astarac-Gimone.
En tant que commune associée, Artiguedieu bénéficie d'un maire délégué, membre du conseil municipal de Seissan. Des séances dudit conseil municipal ont à ce titre lieu plusieurs fois par an à Artiguedieu, que les affaires discutées concernent ou non plus particulièrement cette commune.

## Politique et administration

### Liste des maires
| Période                                  | Période  | Identité       | Étiquette | Qualité |
| ---------------------------------------- | -------- | -------------- | --------- | ------- |
| 2014                                     | 2020     | Yves Dareux    |           |         |
| 2020                                     | En cours | Patrice Martet |           |         |
| Les données manquantes sont à compléter. |          |                |           |         |

## Population et société

### Démographie
| 1793 | 1800 | 1806 | 1821 | 1831 | 1841 | 1846 | 1851 | 1856 |
| ---- | ---- | ---- | ---- | ---- | ---- | ---- | ---- | ---- |
| 211  | 199  | 219  | 189  | 291  | 300  | 275  | 292  | 255  |

| 1861 | 1866 | 1872 | 1876 | 1881 | 1886 | 1891 | 1896 | 1901 |
| ---- | ---- | ---- | ---- | ---- | ---- | ---- | ---- | ---- |
| 240  | 234  | 227  | 212  | 205  | 193  | 181  | 177  | 153  |

| 1906 | 1911 | 1921 | 1926 | 1931 | 1936 | 1946 | 1954 | 1962 |
| ---- | ---- | ---- | ---- | ---- | ---- | ---- | ---- | ---- |
| 158  | 157  | 125  | 112  | 115  | 122  | 119  | 95   | 110  |

| 1968 | - | - | - | - | - | - | - | - |
| ---- | - | - | - | - | - | - | - | - |
| 115  | - | - | - | - | - | - | - | - |

## Culture locale et patrimoine

### Lieux et monuments
- Église Notre-Dame-de-l'Assomption d'Artiguedieu : construite au XIXe siècle, elle dépendait de la paroisse du Garrané[4]
- Château d’Artiguedieu
- Église Notre-Dame-de-l'Assomption du Garrané
- Château du Garrané

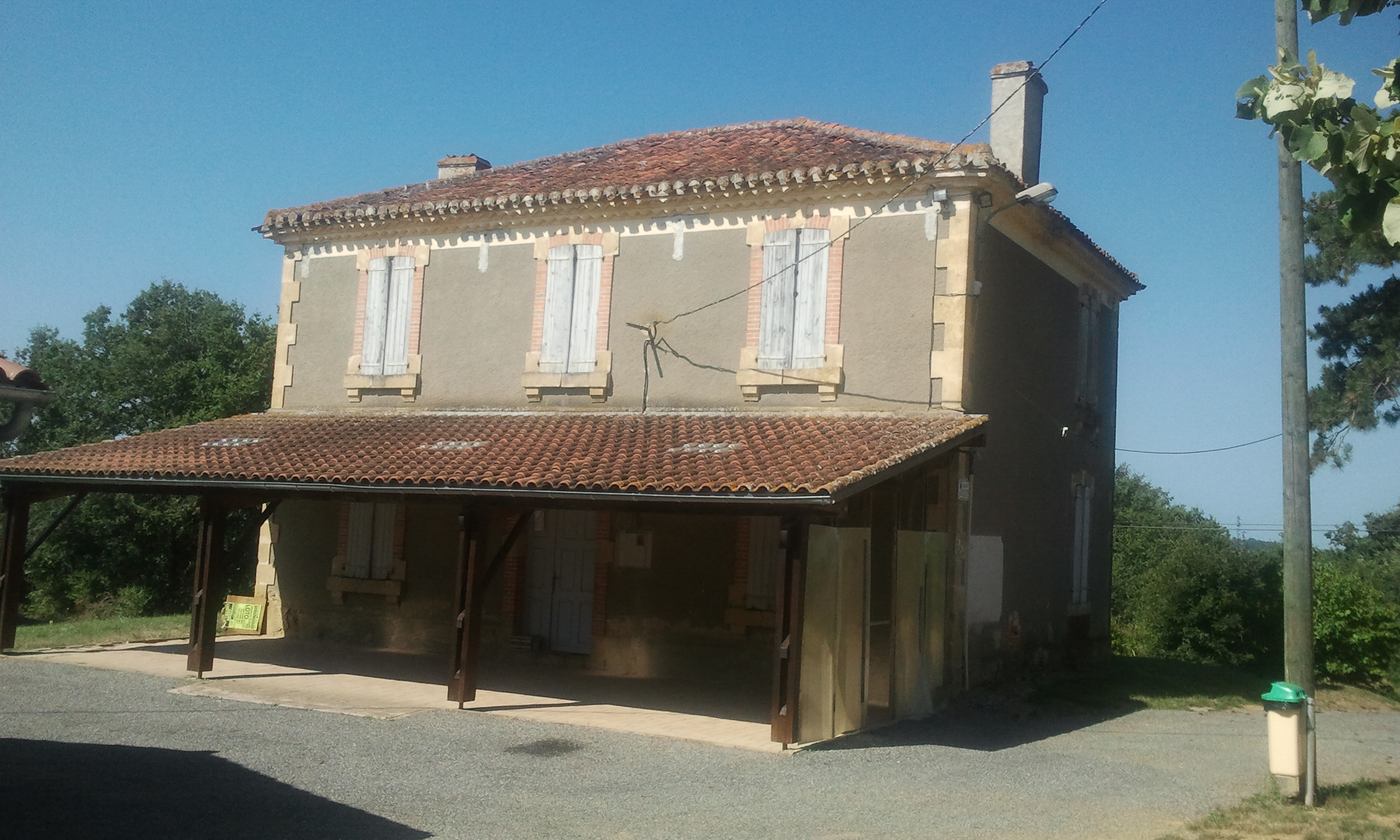
Mairie annexe d'Artiguedieu.
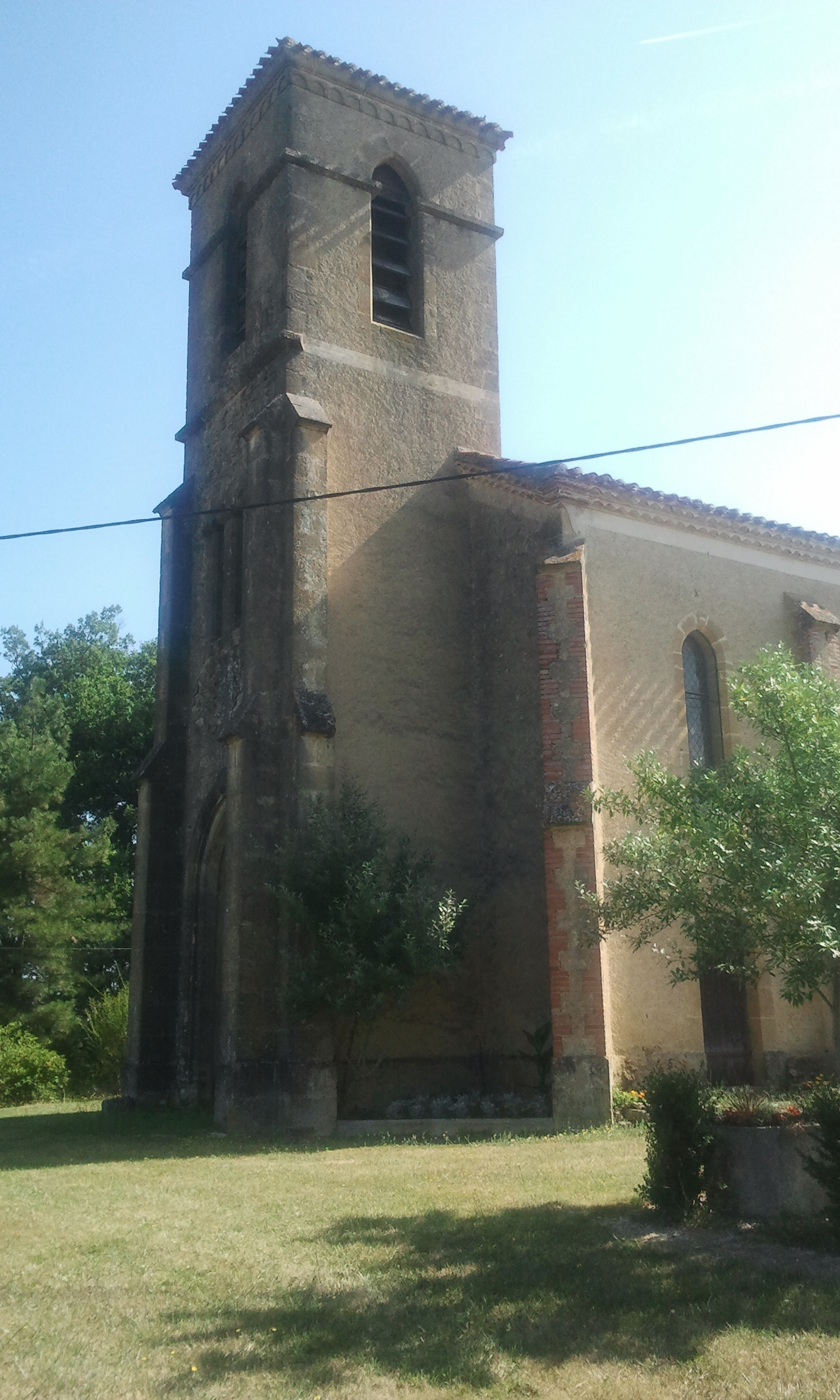
Clocher de l'église d'Artiguedieu.
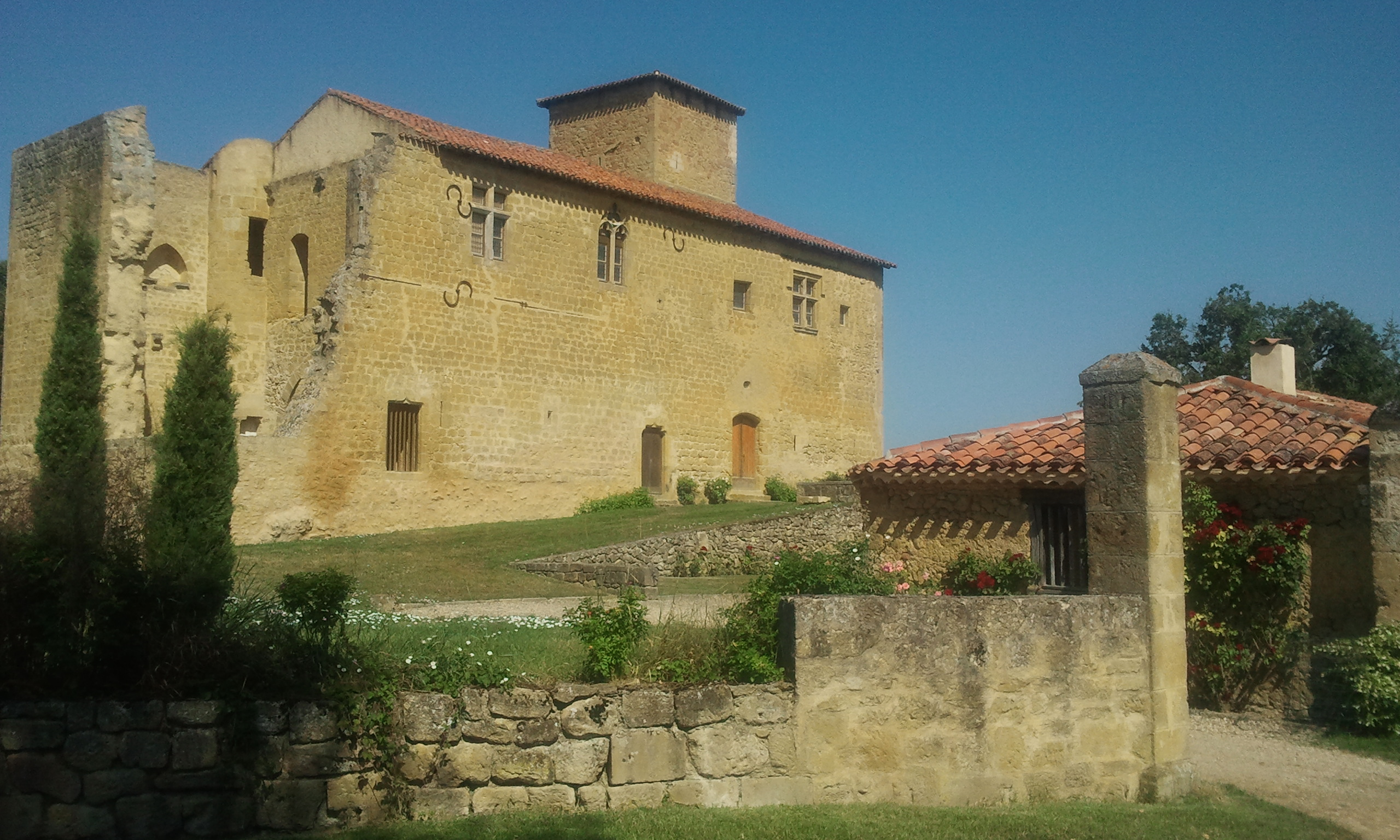
Le château du Garrané (vue d'ensemble).
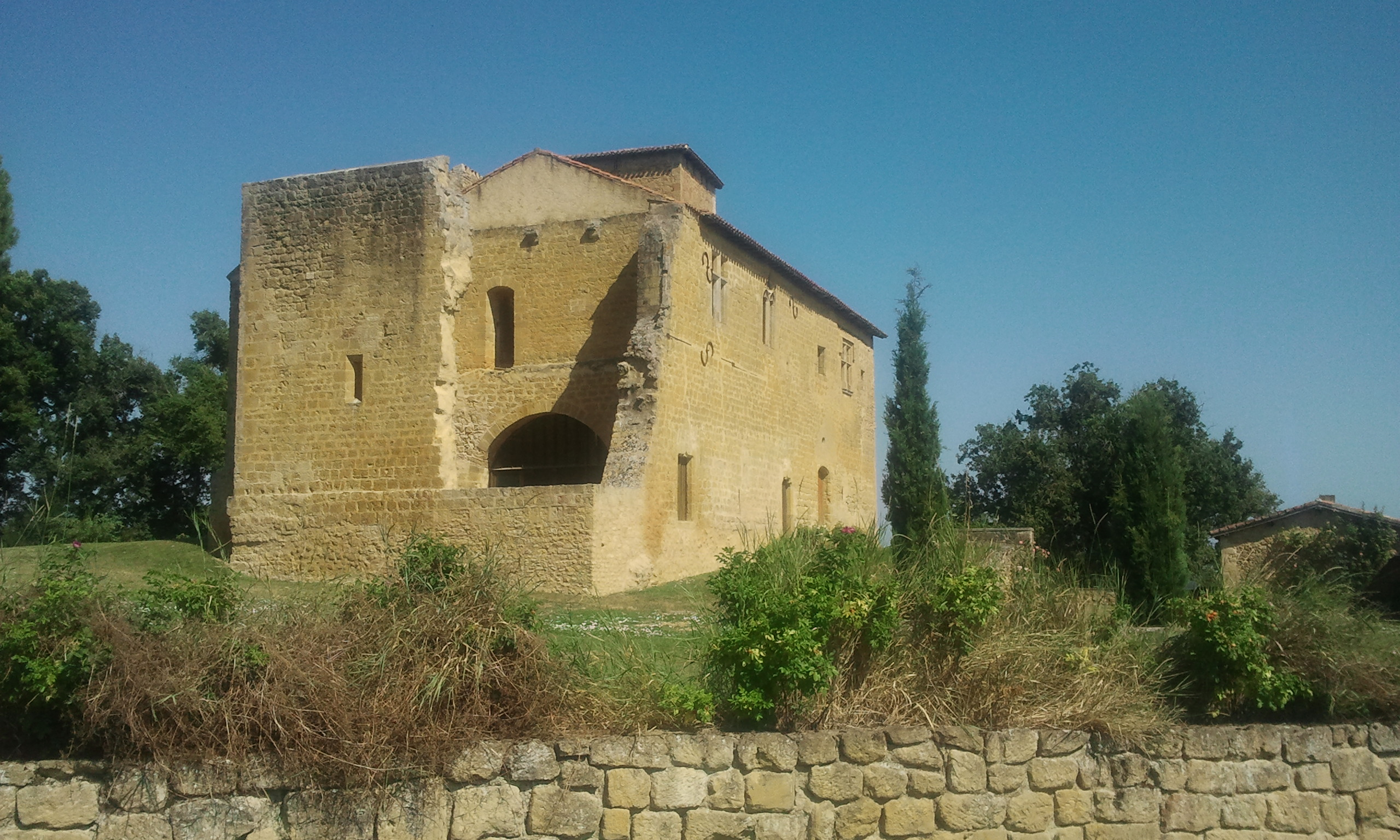
Le château du Garrané (vue de profil).
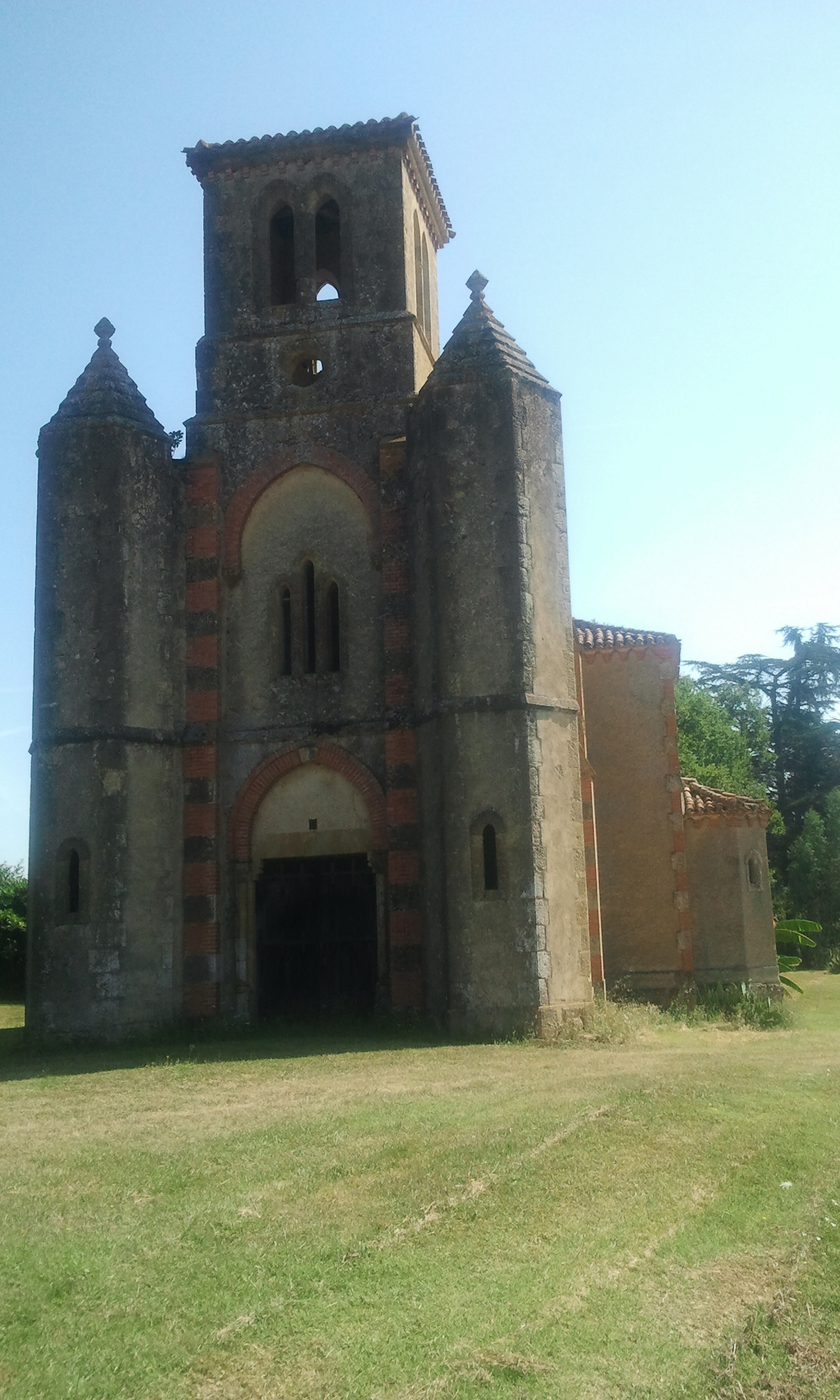
L'église du Garrané.

### Personnalités liées à la commune
- Jo-El Azara, dessinateur de bandes dessinées, et sa compagne Josette Baujot, coloriste des Studios Hergé, se sont installés à Artiguedieu en 1979. Josette Baujot est décédée en 2009[9].